# Spanische Badminton-Mannschaftsmeisterschaft 2011/12
Die Spanische Badminton-Mannschaftsmeisterschaft 2011/12 war die 26. Auflage der Teamtitelkämpfe in Spanien. Sie startete am 17. September 2011 und endete am 13. April 2012. Meister wurde CB Rinconada.

## Teilnehmende Mannschaften
| Team                    | Ort               | Spielstätte                       |
| ----------------------- | ----------------- | --------------------------------- |
| CB IES La Orden         | Huelva            | Polideportivo Diego Lobato        |
| CB Rinconada            | La Rinconada      | Pabellón Fernando Martín          |
| Ibiza BC                | Ibiza             | Polideportivo Insular Blancadona  |
| CB Pitiús               | Ibiza             | Polideportivo Insular Blancadona  |
| CB Benalmádena          | Benalmádena       | Polideportivo Arroyo de la Miel   |
| CB Alicante             | Alicante          | Pabellón Pedro Ferrándiz          |
| CB Xátiva               | Xàtiva            | Polideportivo Municipal de Játiva |
| CB Paracuellos Torrejón | Torrejón de Ardoz | Polideportivo Jorge Garbajosa     |
| CB A Estrada            | Pontevedra        | Pabellón Coto Ferreiro            |
| Bantierra Huesca        | Huesca            | Pabellón Juan XXIII               |
| CB Jorge Guillén        | Málaga            | Polideportivo Carranque           |
| CB Veleta               | Granada           | Pabellón de Bola de Oro           |

## Vorrunde

### Gruppe A
| N. | Team             | Punkte | Spiele | Siege | Remis | Niederlagen | Spielverh. | Sätze  | Spielpunkte |
| -- | ---------------- | ------ | ------ | ----- | ----- | ----------- | ---------- | ------ | ----------- |
| 1  | CB Rinconada     | 27     | 10     | 9     | 0     | 1           | 55-15      | 117-35 | 3005-2136   |
| 2  | Ibiza BC         | 18     | 10     | 6     | 0     | 4           | 41-29      | 89-74  | 2822-2785   |
| 3  | CB Alicante      | 18     | 10     | 6     | 0     | 4           | 39-31      | 84-67  | 2629-2506   |
| 4  | CB Benalmádena   | 18     | 10     | 6     | 0     | 4           | 35-35      | 77-78  | 2748-2687   |
| 5  | Bantierra Huesca | 9      | 10     | 3     | 0     | 7           | 22-48      | 52-105 | 2517-2944   |
| 6  | CB Jorge Guillén | 0      | 10     | 0     | 0     | 10          | 18-52      | 48-108 | 2341-3004   |

### Gruppe B
| N. | Team                    | Punkte | Spiele | Siege | Remis | Niederlagen | Spielverh. | Sätze  | Spielpunkte |
| -- | ----------------------- | ------ | ------ | ----- | ----- | ----------- | ---------- | ------ | ----------- |
| 1  | CB IES La Orden         | 30     | 10     | 10    | 0     | 0           | 59-11      | 122-32 | 3003-2226   |
| 2  | CB Paracuellos Torrejón | 18     | 10     | 6     | 0     | 4           | 42-28      | 96-61  | 2809-2501   |
| 3  | CB Veleta               | 15     | 10     | 5     | 0     | 5           | 35-35      | 84-77  | 2848-2817   |
| 4  | CB Pitiús               | 15     | 10     | 5     | 0     | 5           | 30-40      | 66-90  | 2666-2847   |
| 5  | CB Xátiva               | 12     | 10     | 4     | 0     | 6           | 36-34      | 76-77  | 2640-2648   |
| 6  | CB A Estrada            | 0      | 10     | 0     | 0     | 10          | 8-62       | 21-128 | 2079-3006   |

## Viertelfinale
| Heim                    | Ergebnis    | Gast        | Hin | Rück |
| ----------------------- | ----------- | ----------- | --- | ---- |
| Ibiza BC                | 9-5         | CB Veleta   | 4-3 | 5-2  |
| CB Paracuellos Torrejón | 7-7 (16-14) | CB Alicante | 5-2 | 2-5  |

## Halbfinale
| Team 1          | Ergebnis | Team 2                  | Hin | Rück |
| --------------- | -------- | ----------------------- | --- | ---- |
| CB Rinconada    | 8-6      | CB Paracuellos Torrejón | 3-4 | 5-2  |
| CB IES La Orden | 12-2     | Ibiza BC                | 6-1 | 6-1  |

## Finale
| Team 1       | Ergebnis | Team 2          | Hin | Rück |
| ------------ | -------- | --------------- | --- | ---- |
| CB Rinconada | 8-6      | CB IES La Orden | 4-3 | 4-3  |

## Abstiegsrunde
| Heim             | Ergebnis    | Gast             | Hin | Rück |
| ---------------- | ----------- | ---------------- | --- | ---- |
| CB Benalmádena   | 7-7 (16-15) | CB Xátiva        | 4-3 | 3-4  |
| CB Pitiús        | 7-7 (16-15) | Bantierra Huesca | 3-4 | 4-3  |
| Bantierra Huesca | 7-7 (16-15) | CB Jorge Guillén | 4-3 | 3-4  |
| CB Xátiva        | 11-3        | CB A Estrada     | 4-3 | 7-0  |